# シエラレオネの都市の一覧

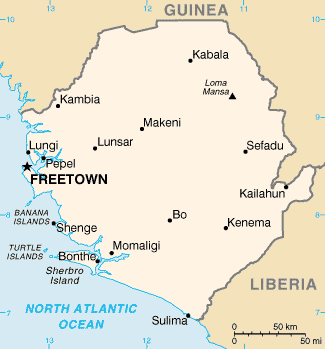
シエラレオネの地図

シエラレオネの都市の一覧。
首都はフリータウン。

## 主要都市(2021年)
人口は2021年国勢調査による。
| 順位 | 都市         | 英語     | 人口    | 州       |
| ---- | ------------ | -------- | ------- | -------- |
| 1    | フリータウン | Freetown | 609,174 | 西部地域 |
| 2    | ケネマ       | Kenema   | 255,110 | 東部州   |
| 3    | ボー         | Bo       | 223.075 | 南部州   |
| 4    | コイドゥ     | Koidu    | 196,418 | 東部州   |
| 5    | マケニ       | Makeni   | 85,116  | 北部州   |

## その他の都市
- ウィルバーフォース
- ウォータールー
- ヘイスティングズ
- ポート・ロコ
- マグブラカ